# Hans Kleiner
Hans (Edgar) Kleiner (* 11. Januar 1907 in Konstanz; † 23. November 1981 in Buenos Aires) war ein deutscher Ingenieur und der zweitwichtigste Mann der Wilhelm Schmidding KG.

## Leben
Hans Kleiner wurde 1907 in Konstanz geboren. Sein Vater war 1914 gefallen, und seine Mutter verstarb 1922. Nach dem Abitur in Konstanz begann er 1925 sein Studium an der TH Karlsruhe. Während seines Studiums wurde er 1925 Mitglied der Karlsruher Burschenschaft Teutonia. 1930 erwarb er den Grad Diplomingenieur in der dortigen Abteilung für Maschinenwesen und Elektrotechnik, an der er 1935 promovierte.

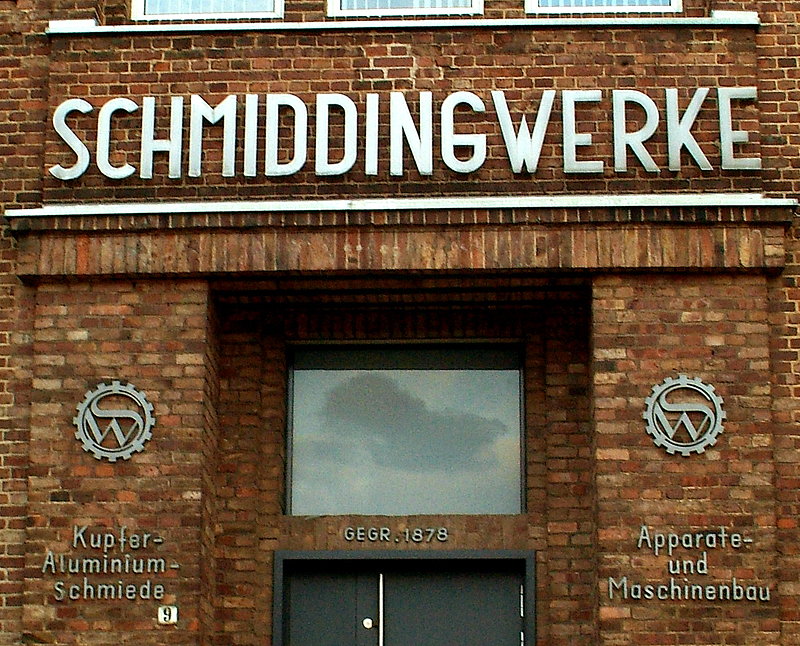
Verwaltungseingang der ehemaligen Schmiddingwerke in Hannover

Der im Nationalarchiv der USA aufbewahrte Bestand zum Unternehmen Schmidding enthält weitere Informationen zu seinem Werdegang und lässt auch erkennen, für welche politische Richtung er sich entschied. Bereits 1935 stieß Kleiner zum Unternehmen Schmidding, wo er in den darauf folgenden Jahren für die Planung und den Bau der Zweigwerke Hannover und Bodenbach verantwortlich war. 1940 wurde er Leiter aller Schmidding-Werke und 1941 Teilhaber des Unternehmens, stieg also innerhalb von wenigen Jahren in eine Schlüsselposition dieses rasch expandierenden Unternehmens auf.

### NSDAP
1923, also im Jahr des November-Putschs, trat Kleiner der NSDAP bei. Zwischendurch gehörte er 1924 zur Schwarzen Reichswehr und ab 1929 zum Schlageter-Bund. Zum 1. Juli 1930 trat er der neu gegründeten NSDAP wieder bei (Mitgliedsnummer 270.527). Zu seiner politischen Haltung während des Krieges konnte nur wenig, zu seiner Einstellung hinsichtlich der Behandlung von Zwangsarbeitern und KZ-Häftlingen durch sein Unternehmen konnte nichts ermittelt werden.

### Schweiz
Im Schweizerischen Bundesarchiv Bern werden Dokumente vom Jahr 1947 aufbewahrt, die weitere Aufschlüsse über Kleiner enthalten. Am 12. Juni 1947 wurden er und seine Frau Lieselotte geb. Hoffmann (geb. 1915) verhaftet, nachdem sie von der französischen Zone her mit argentinischen Gefälligkeitspässen illegal die Grenze zur Schweiz überschritten hatten. Ihr Begleiter, ein Franzose namens Louis Halmos (geb. 1899), wurde auch festgenommen. Beim Verhör durch die Polizei in Schaffhausen am darauf folgenden Tag gab Kleiner zu Protokoll, dass er am 13. Mai 1945 in Köln eingetroffen war und bis März 1946 dort bei Schmidding gearbeitet hatte. Danach habe er bei einem Ingenieurbüro in Attendorn (Westfalen) und schließlich bei der Fahr AG, einer Landmaschinenfabrik in Gottmadingen (Hegau), Projektarbeiten durchgeführt. Dem Anhörungsprotokoll seiner Frau zufolge zog das Ehepaar am 30. April 1947 nach Gottmadingen um.
Aufschlussreich ist auch das in derselben Akte befindliche Protokoll einer am 13. Juni 1947 in Bern stattgefundenen Besprechung zwischen Dr. Balsiger, dem Chef der Schweizerischen Bundespolizei, Ernesto Heer, einem Angehörigen der Botschaft Argentiniens, und Oberst Rodolfo Jeckeln (geb. 1900), dem angeblichen Chef der argentinischen Militärwerkstätten in Buenos Aires. Der letztere erklärte, „daß er von der argentinischen Regierung beauftragt sei, in Europa Spezialisten für ihre Militärbetriebe ausfindig zu machen und zu engagieren“. Über einen Mittelsmann in Paris namens Helfrich sei er auf Dr. Kleiner aufmerksam geworden; nachdem „man ihm versichert habe, daß er politisch unbelastet wäre“, wollte er ihn in die Schweiz kommen lassen, um die Weiterreise nach Argentinien einzuleiten. Dr. Balsiger kam Jeckeln entgegen, setzte die Kleiners auf freien Fuß und erlaubte ihnen, sich bis zum 17. Juni 1947 zwecks Vorbereitung der Auswanderung nach Argentinien in der Schweiz aufzuhalten.
Aus einem zusätzlichen Protokoll vom 17. Juni 1947 ergibt sich, dass seine Entscheidung von einem Major Schaufelberger beeinflusst wurde, der in „nachrichtendienstlicher Verbindung“ mit Jeckeln stand und diese deshalb nicht gefährden wollte. Am 17. Juni informierte Schaufelberger Dr. Balsiger voller Genugtuung über ein Gespräch mit Dr. Kleiner, „von dem er so wertvolle Angaben über deutsche Erfindungen, die im Kriege nicht mehr zur Auswertung gelangen konnten (Pulver-Raketen, neueste Pulver-Rezepte u.ä.), erhalten habe oder werde, daß der Schweiz Millionen für Versuche auf diesem Gebiet erspart werden“. Schaufelberger gegenüber hatte Kleiner anscheinend offener über seine berufliche Tätigkeit im Krieg geredet als beim Polizeiverhör, weil er erkannt haben dürfte, dass sich nun ein Handel abschließen ließ.

### Argentinien
Es ließ sich nicht belegen, wo Kleiner in den Jahren unmittelbar nach seiner Einschleusung arbeitete. Ab 15. Januar 1952 war er Fabrikdirektor der Fahr S.A., einer Tochtergesellschaft der oben erwähnten Fahr AG in Gottmadingen. Bald danach fungierte er sowohl als Präsident der argentinischen Fahr S.A. wie auch der argentinischen Unternehmen Forja und Visaargentina. Zusammen mit Mercedes-Benz Argentina und vielen anderen argentinischen Unternehmen sollen diese drei Unternehmen nach Gaby Webers Buch Daimler-Benz und die Argentinien-Connection an der umfänglichen Geldwäsche beteiligt gewesen sein, die von Jorge Antonio, einem Vertrauten Juan Perons, im Dreieck Argentinien – Bundesrepublik Deutschland – Schweiz aufgezogen wurde. Hierbei waren Gelder im Spiel, die deutsche Unternehmen während der NS-Zeit in die Schweiz verbracht hatten. Die Unterbringung zahlreicher deutscher Einwanderer mit fragwürdiger Vergangenheit in diesen Unternehmen hing mit der Geldwäsche zusammen. Nach dem Sturz Perons untersuchte eine argentinische Kommission ab 1955 lediglich die auf ihn und Jorge Antonio bezogenen Aspekte dieser Machenschaften. Auch Hans (Juan) Kleiner musste vor ihr erscheinen. Über sein weiteres Leben ist kaum etwas bekannt. Er verstarb am 23. November 1981 in Buenos Aires.